# Pietro Bonfante
Pietro Bonfante (ur. 29 czerwca 1864 w Poggio Mirteto, zm. 1932 w Rzymie) – prawnik włoski, profesor prawa rzymskiego na uniwersytetach w Camerino, Parmie, Turynie, Pawii, a od 1916 roku w Rzymie, gdzie wykładał aż do śmierci. Duże zasługi w badaniach nad prawem rzymskim i jego historią. Autor wielu monografii, głównie dotyczących rzymskiego prawa rodzinnego rzeczowego i spadkowego. Opublikował m.in.: Instituzioni di diritto romano, Storia del diritto romano, Corso di diritto romano.
Członek Accademia Nazionale dei Lincei, Accademia d'Italia, prezydent Towarzystwa Postępu Nauk oraz doktor honoris causa uniwersytetów w Wilnie, Warszawie i Paryżu.